# Людовик Французский (1751—1761)
Людовик Жозеф Ксавье, герцог Бургундский (13 сентября 1751 — 22 марта 1761) — французский принц, первый выживший сын дофина Франции Людовика Фердинанда и его второй жены Марии Жозефы Саксонской. Умер от туберкулёза кости.

## Жизнь
Людовик Жозеф Ксавье родился в Версальском дворце. Он был третьим выжившим ребёнком и старшим сыном своих родителей и, таким образом, был старшим братом будущих королей Людовика XVI, Людовика XVIII и Карла X. Известно, что он был любимым ребёнком в семье, и, как говорили, был красивым и весёлым.
Его гувернанткой стала Мария Изабель де Роган. От своего деда, короля Людовика XV он получил титул герцога Бургундского. Близкие его очень любили, особенно его старшая сестра Мария Зефирина, которая умерла в возрасте пяти лет в 1755 году.
В 1759 году молодой герцог упал с деревянного коня, когда его толкнул один из товарищей по играм. Поскольку он был известен своей добротой, он никому не сказал об этом, чтобы не навлечь неприятности на друга. После этого инцидента здоровье герцога Бургундского начало быстро ухудшаться. Врач семьи, доктор Барбье, решил оперировать его в 1760 году. Герцогу сделали операцию, пока он находился в сознании. Зная, что сын умирает, дофин крестил его 29 ноября 1760 года; его крёстными родителями были король Людовик XV и королева Мария Лещинская, его дедушка и бабушка. К 1761 году герцог был прикован к постели и не был в состоянии двигать ногами. У него был диагностирован внелёгочный туберкулёз кости. Он умер от этой болезни 22 марта 1761 года.